# Solitary (reality show)
Solitary é um reality show do canal Fox onde os competidores são mantidos confinados e isolados 24 horas por dia durante várias semanas, competindo pelo prêmio de $50,000. A primeira temporada da série estreou em 29 de Maio de 2006, e a última temporada da série teve seu fim em 20 de março de 2010.

## Premissa
O programa, referido como um "experimento social", escolhe seu vencedor por meio de testes de resistência física e psicológica. Eles são isolados em câmaras chamadas "pods", tendo contato somente com uma inteligência artificial chamada Val, com quem se comunicam. Na verdade, a voz de Val é uma voz humana modificada por computador. Val é possivelmente uma referência a HAL 9000, o computador que toma a espaçonave no filme 2001: A Space Odyssey.
Nenhum contato com o mundo exterior, ou com os outros competidores é permitido, com algumas exceções:
- No início, os competidores podem ligar para um conhecido seu.
- Eles também podem mandar uma carta para seu cônjuge.
- Muitas vezes, eles podem enviar mensagens para outros competidores através de Val.
- Na terceira temporada, para obter seus "pods" individuais, os competidores competiram em pares, juntos, cada dupla em um "pod".

Os convidados não possuem quaisquer indicações de tempo - não há relógios, janelas, ampulhetas, nem nenhum outro jeito de se medir o tempo. O ambiente de suas câmaras é controlado por Val, e são octogonais propositalmente, para gerar um aspecto desorientador. 
Os competidores são chamados apenas pelo número de seu "pod", o que é outro isolamento do mundo: ter sua identidade reduzida a um número.

## Formato
Cada série se inicia com os competidores em seus "pods", pequenas cabines octogonais de aproximadamente 3m de diâmetro, e identificados por Val pelo número de seu pod. Os pods possuem uma abertura por onde comida e outros itens são dados aos competidores como parte do tratamento, várias câmeras, microfones, espelhos falsos e uma porta trancável para o "antepod", uma câmara onde os competidores aguardam a preparação de seus desafios, que também liga a um banheiro químico. Mais importante, cada pod contém uma televisão representando Val e dois botões abaixo dela - um verde e um vermelho. O ambiente dos pods é controlado por Val, incluindo iluminação, temperatura e outras características, como uma cama retrátil que pode ser oferecida em algumas ocasiões.
É oferecida água em quantidade suficiente aos competidores, mas a comida é racionada, tipicamente consistindo de "barras nutricionais" sem sabor. Val posteriormente começa a limitar a quantidade de sono dos competidores certificando-se de que eles estão acordados, embora seja garantido a eles pequenos períodos de sono. Os competidores apenas se comunicam com Val durante o jogo, e às vezes os competidores podem se comunicar entre si através de Val.
Uma vez no jogo, os competidores executam atividades instruídas por Val. Eles precisam apertar o botão verde para pedir a Val para usar o banheiro ou quaisquer outros pedidos. O competidor pode apertar o botão vermelho sinalizando que quer desistir do "tratamento"; ou deixar o jogo, caso seja apertado fora da prova em questão.

### Provas
O jogo alterna entre "testes" e "tratamentos" em conjunto com outras situações menos estressantes que podem ser conduzidas por Val. Durante um "teste" os participantes competem entre si, embora desconheçam o que os outros estão fazendo, ao tentar completar um desafio imposto por Val. Tais tarefas geralmente são física e mentalmente desgastantes, levando várias horas para serem completadas. Há várias distrações adicionais ocorrendo durante os testes, como Val perturbando os participantes com comentários aleatórios. Val informa aos competidores quando eles estão corretos, mas espera até que todos os competidores tenham terminado, ou que um determinado período de tempo tenha se passado antes de anunciar o vencedor. O vencedor do "teste" fica imune, ou seja, não precisa participar do próximo "tratamento". Em alguns casos, o competidor imune ganha mais direitos para desfrutar mais de sua imunidade, como o direito de prejudicar outro competidor no "tratamento" subsequente, como obrigá-lo a começar o tratamento antes dos outros; uma porção decente das comidas favoritas do vencedor do teste; ou o direito de poder dormir uma quantidade de tempo decente.
A fase de "tratamento" geralmente é a mais dolorosa, como dormir numa cama de pequenos pinos, girar numa cadeira ou pular corda. Alguns são simples testes de resistência sem limites, enquanto outros são divididos em várias rodadas, aumentando o nível de dificuldade. A qualquer momento do "tratamento", o jogador pode apertar o botão vermelho para desistir, sendo que se ele for o primeiro a desistir, ele será eliminado. Ele também pode ser forçado a apertar o botão vermelho caso quebre alguma regra do jogo, como vomitar em situações de ingestão de alimentos, onde Val declara que "seu corpo desistiu por você". O tratamento continua mesmo após alguém ser eliminado, visto que os outros competidores não sabem quando ocorre uma eliminação. Após o final do tratamento, Val anuncia quem foi o eliminado.
Quando há apenas dois jogadores no experimento, um teste final ocorre, onde o vencedor ganha uma vantagem no último tratamento. No tratamento final, não há mudanças: o tratamento continua até que alguém aperte o botão vermelho, sendo que este será eliminado, e o outro é declarado vencedor (caso ambos jogadores apertem, será eliminado aquele que apertou o botão primeiro). O vencedor leva o prêmio de $50,000.
Muitas vezes, Val diz que manterá o vencedor em sua cabine para sempre, e logo depois, anuncia a próxima temporada do programa. Porém, isso é apenas parte da história e, na realidade, o vencedor é liberado logo após a gravação dessa cena.